# Наркао
Наркао (итал. Narcao) је насеље у Италији у округу Карбонија-Иглесијас, региону Сардинија.
Према процени из 2011. у насељу је живело 1744 становника. Насеље се налази на надморској висини од 121 м.

## Становништво
Према резултатима пописа становништва 2011. у општини је живело 3.373 становника.
| 1931. | 1936. | 1951. | 1961. | 1971. | 1981. | 1991. | 2001. | 2011. |
| ----- | ----- | ----- | ----- | ----- | ----- | ----- | ----- | ----- |
| 2.469 | 2.484 | 2.795 | 3.330 | 3.002 | 3.332 | 3.579 | 3.365 | 3.373 |

## Партнерски градови
- Бовењо
- Les Rues-des-Vignes